# Paul Burkhard
Paul Burkhard (ur. 21 grudnia 1911 w Zurychu, zm. 6 września 1977 w Zell, w kantonie Zurych) – szwajcarski kompozytor, pianista i dyrygent.
W latach 1938–1945 był kapelmistrzem i kierownikiem teatru muzycznego w Zurychu. W latach 1945–1957 prowadził orkiestrę radiową rozgłośni „Beromunster”. Tworzył głównie operetki i komedie muzyczne.

## Prace
- 1935 - Hopsa
- 1939 - Der schwarze Hecht - (muzyka do komedii)
- 1950 - Fajerwerk (komedia muzyczna)
- 1956 - Spiegel, das Kätzchen
- 1957 - Die Pariserin (operetka)
- 1960 - Zäller Wienacht
- 1961 - Barbasuk (operetka)
- 1962 - Die Dame mit der Brille
- 1965 - Noah i Bunbury
- 1969 - Zäller Glichnis
- 1971 - Zäller Oschtere
- 1973 - Freu dich mit uns, Jona (musical)